# Sengol
 (juin 2023).

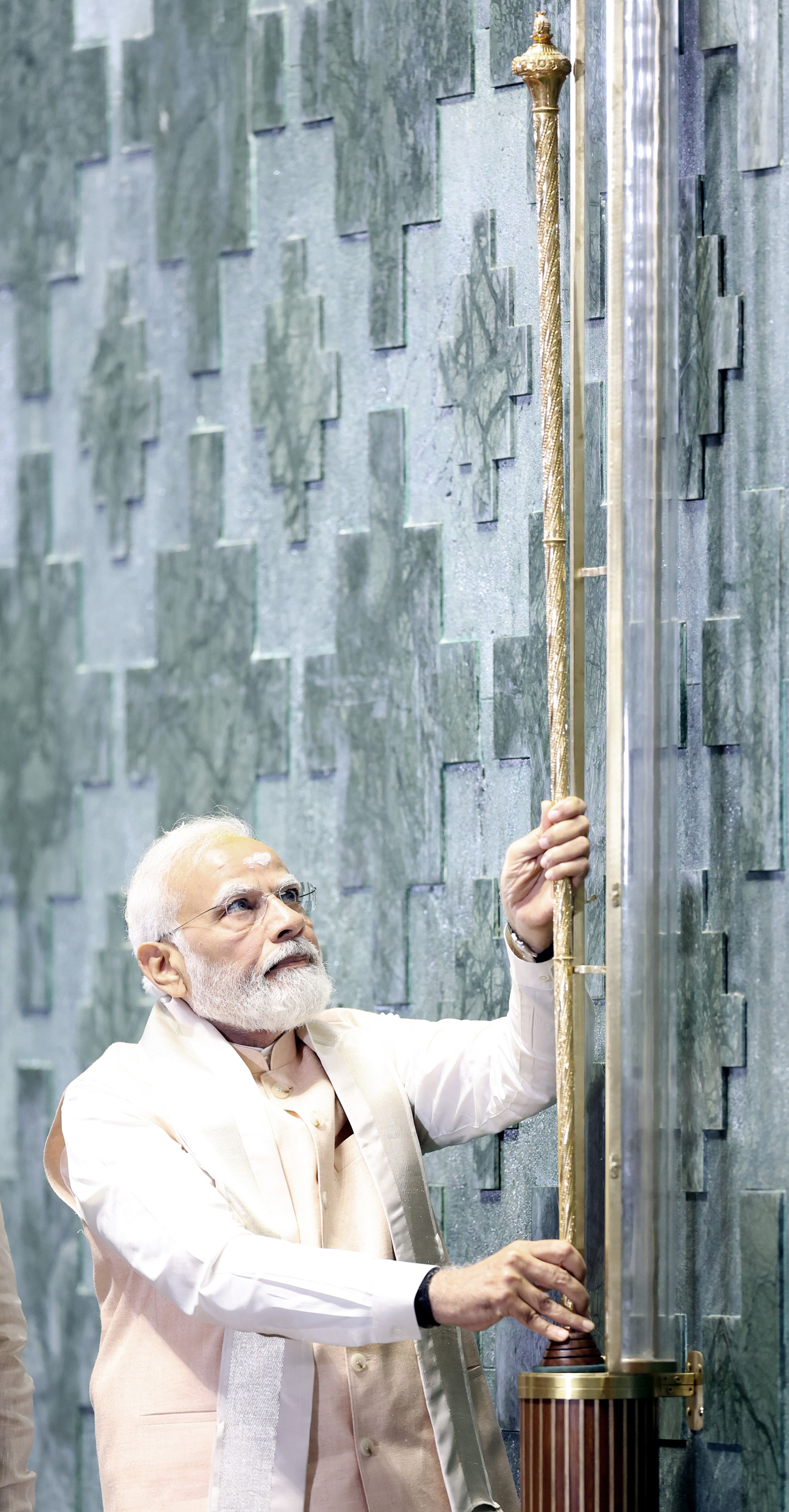
PM Modi installs ‘Sengol’ at new Parliament building

Sengol (IAST : ceṅkōl) est un sceptre en argent plaqué or, installé dans le Nouveau Parlement indien par le Premier ministre Narendra Modi en 2023. Il a été initialement offert à Jawaharlal Nehru, le premier Premier ministre de l'Inde à la veille de l'indépendance, le 14 août 1947, par une délégation d'hommes saints du monastère d'Adheenam . Après sept décennies, le ministre de l'Intérieur sortant, Amit Shah a affirmé que Sengol représentait un symbole du transfert de pouvoir du régime britannique aux Indiens. Certains analystes considèrent que Modi a acquis un capital politique en présentant Sengol comme un symbole de la redécouverte de la tradition civilisationnelle de l'Inde.

## Histoire
Dans les temps anciens, lorsque le roi était couronné en Inde, après le couronnement officiel, le roi avait l'habitude de s'asseoir sur le trône avec le sceptre. Après s'être assis sur le trône, il avait l'habitude de dire que maintenant je suis devenu un roi Adandyosmi, Adandyosmi, Adandyo (je suis indomptable, je suis indomptable) ; Cela signifie que personne ne peut me punir. Ainsi, l'ancienne méthode était telle qu'un sannyasin se tenait près de lui, vêtu d'un pagne. Il avait un petit bâton de palash mince dans sa main. Il avait l'habitude d'attaquer le roi trois fois et de lui dire : « Roi ! Cet adandyosmi adandyosmi est faux. Cela signifie que vous pouvez également être puni.
Pendant la période Chola, un sceptre similaire a été utilisé pour représenter le transfert de pouvoir. À cette époque, l'ancien roi l'a remis au nouveau roi. Une chanson spéciale composée par le saint tamoul du VIIe siècle, Sambandha Swami, a également été chantée lors de la remise du sceptre.
Certains historiens parlent également de l'utilisation du sengol dans la dynastie Maurya, Gupta et l'empire Vijayanagara.

## Nehru - 1947
À l'approche de l'indépendance de l'Inde, le 14 août, Nehru a été présenté avec le Sengol par des émissaires du Thiruvaduthurai Adheenam Matha à son domicile.

### Modi 2023
Lors de l'inauguration du nouveau Parlement, Modi a installé le Sengol près du fauteuil du président du Lok Sabha dans le nouveau bâtiment du Parlement. L'installation était accompagnée de prières hindoues.

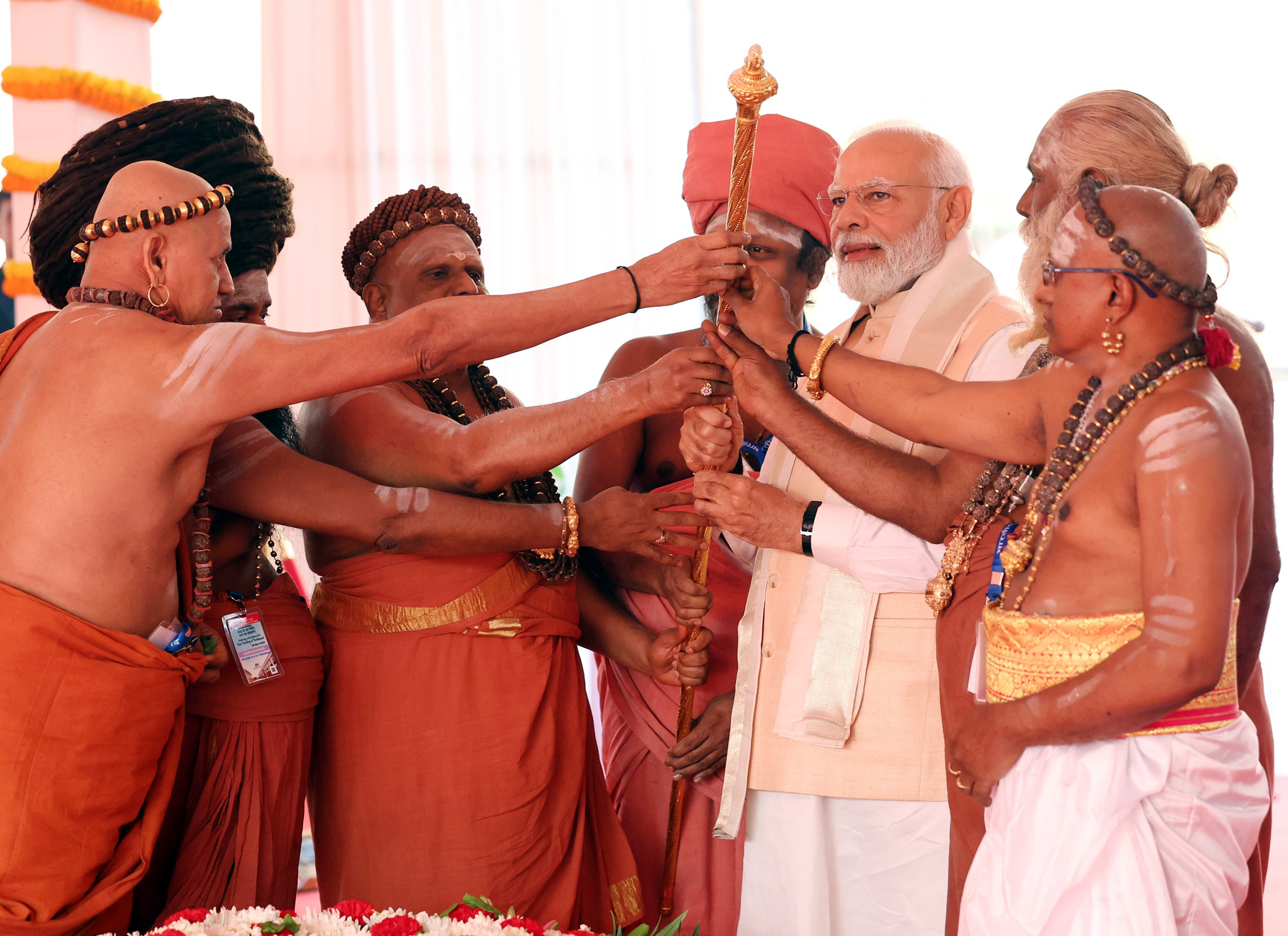
Le Premier ministre Modi reçoit le "Sengol" des prêtres hindous (Adheenam) en 2023.

## Conception
Sengol est un sceptre plaqué or, d'environ 5 pieds (1,524 m) de longueur,. Il a un Nandi sculpté sur le dessus,.

## Critique
Certains analystes politiques ont noté que Sengol est un symbole du pouvoir divin approprié pour une monarchie ; cela n'appartient pas au Parlement d'une démocratie. De plus, d'autres ont noté que Sengol est une tentative de légitimation du symbolisme hindou par le BJP.
Selon le New York Times, lors de l'inauguration du nouveau Parlement indien, ce sceptre est apparu comme un objet clé résumant la signification du nouveau Parlement - "pour se débarrasser non seulement des vestiges du passé colonial de l'Inde, mais aussi de plus en plus pour remplacer le séculaire gouvernance qui l'a suivi.